# Merlet olivaci
El merlet olivaci (Pyrgus serratulae) és una espècie de lepidòpter papilionoïdeu de la família dels hespèrids (Hesperiidae) present als Països Catalans.

## Distribució
Present a gran part d'Europa, des de la península Ibèrica, centre de la península Itàlica als Apenins i sud de Grècia fins al centre d'Alemanya, Polònia, sud de Lituània i est de la Rússia europea. També present a l'Àsia temperada des de Turquia, Líban i l'Iran fins al centre i sud de Sibèria, Mongòlia, Transbaikàlia i nord-est de la Xina. Absent de les principals illes mediterrànies, excepte Còrsega, mentre que a les illes Britàniques és completament absent. A la península Ibèrica es troba sobretot al terç nord, a excepció de Galícia, mentre que a la resta només es troba en diversos sistemes muntanyosos, com ara els sistemes Central, Ibèric i Bètics, sent però molt escàs en aquests darrers. A Catalunya es troba als Pirineus, Prepirineus, Serralada Transversal i Montseny, mentre que als Ports de Tortosa-Beseit hi havia estat present, però no es disposa de dades recents.

## Descripció
Envergadura alar d'entre 24 i 28 mm. Lleuger dimorfisme sexual en presentar el mascle un plec costal a l'ala anterior i un pinzell de pèls a la tíbia de la pota posterior. Anvers de l'ala anterior amb el fons bru fosc sovint amb una escamació grisa a la base i diverses petites taques blanques, sobretot a la meitat exterior. Anvers de l'ala posterior també de color bru fosc amb taques blanquinoses difuses, menys evidents que les de l'ala anterior i, a vegades, absents. Ambdues ales tenen les fímbries escaquejades. Revers de l'ala anterior similar a l'anvers, però més clara. Revers de l'ala posterior amb el fons verd oliva o gris verdós i diverses taques blanques, de les quals en destaca una d'arrodonida a la part superior de la base (espai E7).

## Hàbitat
Llocs oberts i assolellats, com ara prats, clarianes humides o matollars. Rang altitudinal des dels 50 m fins als 2600 m. L'eruga s'alimenta de diverses rosàcies de caràcter herbaci del gènere Potentilla, sobretot P. neumanniana, però també P. hirta, P. nevadensis, P. pedata, P. recta o P. reptans, tot i que en zones de muntanya també utilitza espècies del gènere Geum o apiàcies del gènere Astrantia.

## Període de vol i hibernació
Vola en una generació generalment entre mitjans de maig i juliol, en emergència prolongada en altitud, mentre que als Pirineus s'han registrat adults ja a finals d'abril. Hiverna com a eruga.

## Comportament i particularitats biològiques
Els adults són molt mòbils i els mascles troben les femelles durant els seus desplaçaments.

## Espècies ibèriques similars
- Merlet major (Pyrgus alveus)
- Merlet boreal (Pyrgus andromedae)
- Merlet ruderal (Pyrgus armoricanus)
- Merlet major bessó (Pyrgus bellieri)
- Merlet alpí (Pyrgus cacaliae)
- Merlet reial (Pyrgus carthami)
- Pyrgus cinarae
- Merlet rogenc (Pyrgus cirsii)
- Merlet comú (Pyrgus malvoides)
- Merlet dels erms (Pyrgus onopordi)
- Pyrgus sidae

## Galeria

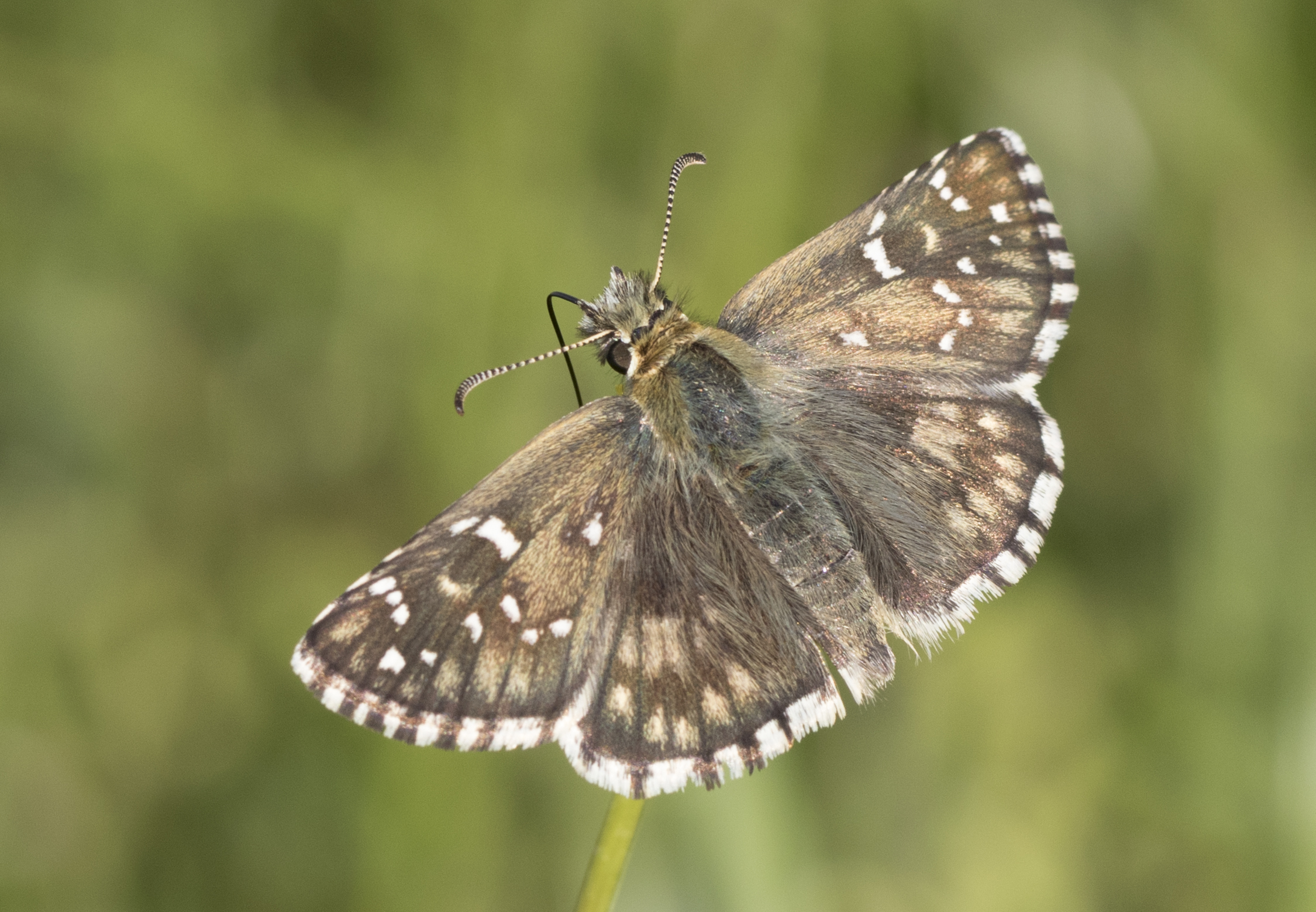
Anvers d'un adult
Revers d'un adult